# マレーシア国立サバ大学
マレーシア国立サバ大学（マレーシアこくりつサバ だいがく University of Malaysia of Sabah、略称UMS）は、マレーシアサバ州コタキナバルにある総合国立大学である。
メインキャンパスは東南アジアで最も美しいキャンパスの一つとして評価されており、東京ドーム約86個分の広大なキャンパスには、ビーチ・時計台・水族館等といった観光名所もある。また、コタキナバル最大のショッピングモール1 Borneo Hypermallがメインキャンパスの隣にあり便利である。

## 歴史
1994年にマレーシアで9番目でサバ州初の国立大学として設立された。1999年から2000年にかけて段階的に、現在のセパンガル湾地区にコタキナバルメインキャンパスとして移転した。その後、学部増設に伴ない、2つのキャンパス（ラブアン国際キャンパス・サンダカンキャンパス）が増設され、サバ州を代表する大規模総合国立大学となった。

## 学部
- 農業学部
- 熱帯林学部
- 天然資源学部
- 食品科学・栄養学部
- 工学部
- コンピュータインフォマティクス学部
- 社会人文科学部
- 医学健康科学部
- 心理・教育学部
- ビジネス経済会計学部
- 国際金融学部

学生数は約17,000人で、QS世界大学ランキング2022では1001-1200位、同アジア大学ランキングでは227位にランクインしている。特に、農学・林学分野での国際的な評価が高い。

## 日本の学生交流協定校
- 東京大学
- 京都大学
- 北陸先端科学技術大学院大学
- 九州大学
- 北海道大学
- 国際教養大学
- 東京海洋大学
- 広島大学
- 高知県立大学
- 長崎大学
- 鹿児島大学
- 明治大学
- 立命館大学
- 大阪工業大学
- 近畿大学
- 立命館アジア太平洋大学